# Palisades, Texas
Palisades är en ort i Randall County i delstaten Texas, USA.